# Mare Vizir
Marele Vizir (în limba turcă otomană: Sadrazam ori Vezir-i Âzam, derivat din persanul vizier (وزير)) era prim ministru cu putere executivă deplină al Sultanului Imperiului Otoman, fiind un funcționar care răspundea doar în fața monarhului absolut. Marele Vizir era păstrătorul Marelui Sigiliu Imperial și era cel care era în drept să-i convoce pe ceilalți viziri în 
Kubbealtı Vizier („Vizirii Cupolei”), cu referire la arhitectura sediului executivului otoman. 
În anii de început al statului otoman, Vizir era singurul titlu utilizat. Primul dintre funcționarii care au deținut titlul de Mare Vizir a fost Çandarlı Kara Halil Hayreddin Pașa. Scopul instaurării titlului de Mare Vizir era acela de-l distinge pe păstrătorul Sigiliului Imperial de ceilalți viziri care-l secundau. Titlul inițial „Vezir-i Âzam” a fost înlocuit treptat de cel de Sadrazam, ambele însemnând „Mare Vizir”. De-a lungul istoriei otomane, titlul Marelui Vizir a mai fost numit și „Sadr-ı Âlî (Înaltul Vizir)”, „Vekil-i Mutlak (Împuternicit Absolut)”, „Sâhib-i Devlet (Apărătorul Statului)” și „Zât-ı Âsafî (Persoana Vizirală)”. 
După perioada Tanzimatului în Imperiul Otoman din secolul al XIX-lea, Marele Vizir și-a asumat o funcție similară cu acela de șef de cabinet al guvernelor occidentale. 